# GATCPAC
Le GATCPAC (en catalan, Grup d'Arquitectes i Tècnics Catalans per al Progrés de l'Arquitectura Contemporània, en français Groupe d'architectes et techniciens catalans pour le progrès et l'architecture contemporaine), fut un mouvement architectural qui naquit en 1929 et se développa en Catalogne durant les années 1930, pendant la Seconde République espagnole. Le GATEPAC (en castillan, Grupo de Artistas y Técnicos Españoles para el Progreso de la Arquitectura Contemporánea, en français Groupe d'artistes et techniciens espagnols pour le progrès et l'architecture contemporaine) fut fondé au niveau espagnol l'année suivante au Grand Hôtel de Saragosse sur la base du GATCPAC et du CIAM. Un de ses objectifs était la promotion des architectures d'avant-garde, et principalement du rationalisme architectural, suivant les courants européens de l'époque.

## Historique
Le groupe se forma à Barcelone en 1929 et ses principaux membres furent Josep Lluís Sert, Josep Torres i Clavé (ca), Antoni Bonet i Castellana (ca), Raimon Duran i Reynals (ca), Germán Rodríguez Arias (es), Joan Baptista Subirana (es) et Sixt Illescas i Mirosa (ca). 
Le GATEPAC fut complété par José Manuel Aizpurúa (es) et Fernando García Mercadal (es).
En plus de travaux architecturaux ils publièrent la revue AC (Documents d'Activitat Contemporània), dont le rédacteur était Josep Torres i Clavé.
Parmi les œuvres principales figurent le dispensaire central antituberculeux (1934-36 - construit par Sert et Torres) la Casa Bloc (intersection de l'avenue Torres avec le 91 rue Bages, 1932-36) construit par les mêmes, ainsi qu'un grand nombre de bâtiments d'habitations à Barcelone : 61 Via Augusta, 193 rue de Paris, 96 rue de Padoue, 419 Avenue Diagonal, etc.
plusieurs projets furent développés comme l'hôpital du Vall d’Hebron (1936), le pla Macià (ca) et le projet de la Cité de Repos et de Vacances ; des travaux théoriques et typologique sur les écoles et hôpitaux. Josep Lluís Sert, réalisa le pavillon espagnol de Exposition Universelle de Paris (1937).